# Murina fusca
Murina fusca is een zoogdier uit de familie van de gladneuzen (Vespertilionidae). De wetenschappelijke naam van de soort werd voor het eerst geldig gepubliceerd door Sowerby in 1922.

## Voorkomen
De soort komt voor in China.